# Sanagire
Sanagire (georgisch სანაგირე; sɑnɑgɪrɛ) ist ein mittelalterliches georgisch-orthodoxes Kloster in der Region Kachetien. Es liegt in der Gurdschaanis Munizipaliteti, sechs Kilometer entfernt vom Dorf Wasissubani. 
Der Klosterkomplex besteht aus einer Basilika mit drei Schiffen aus dem 10. und 11. Jahrhundert und einer einschiffigen mittelalterlichen Basilika. In der Nähe befinden sich die Ruinen des Klostergebäudes und der Einfriedungsmauer. Die große Basilika ist aus behauenem Stein und Ziegelstein erbaut. Das Kloster ist verwaist.
Etwa hundert Meter nordöstlich des Klosters gibt es noch eine kleinere Kirchenruine, die unter dem Namen Sanagire-Kleeblattkapelle (georgisch სანაგირის ტეტრაკონქი) bekannt ist. Von der Kapelle sind nur noch die Wände erhalten.  